# Tríada de O'Donoghue

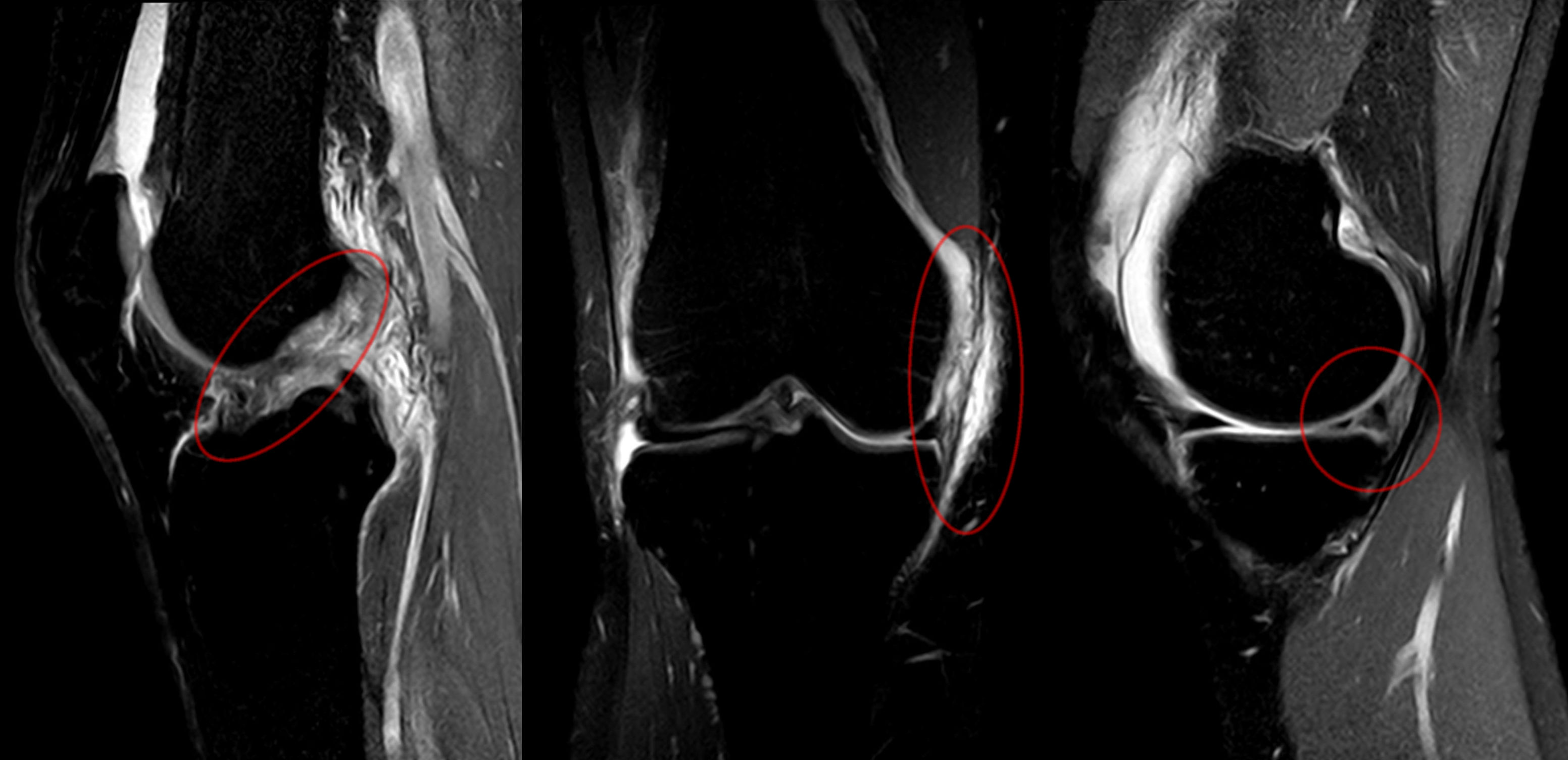
Tríada de O'Donoghue

La tríada de O'Donoghue, también llamada tríada desgraciada o tríada infeliz, es una lesión compleja de rodilla en la que existen tres lesiones diferentes de forma simultánea: rotura del ligamento cruzado anterior, rotura del ligamento lateral interno y rotura del menisco interno. Se provoca como consecuencia de traumatismos sobre la rodilla, predominando en varones jóvenes y con mucha frecuencia en relación con la práctica deportiva, sobre todo del fútbol. El diagnóstico se basa en la sintomatología y se confirma mediante la realización de radiografía, resonancia magnética nuclear y artroscopia. El tratamiento es siempre quirúrgico seguido de un periodo de rehabilitación y fisioterapia.

## Historia
El nombre de la afección proviene del traumatólogo norteamericano Donald Horatio O'Donoghue (1901-1992), pionero de la medicina deportiva, que realizó la descripción del mal en el año 1950.

## Tríada desgraciada del codo
Existe una lesión combinada del codo también llamada tríada desgraciada, en la que se asocia fractura de la apófisis coronoides del cúbito y de la cabeza del radio con luxación de codo. Esta lesión no debe confundirse con la tríada de O'Donoghue o tríada desgraciada de la rodilla.